# Eight-to-Fourteen Modulation
El sistema de codificación de canal Eight-to-Fourteen Modulation (EFM) es una técnica de codificación utilizada en DVD, CD y Minidiscs. EFM pertenece al tipo de códigos de longitud limitada libres de componente continua, ya que aseguran, entre otras cosas que:
1. El espectro (la función densidad de potencia) de la secuencia codificada desaparece a bajas frecuencias.
2. El número máximo y mínimo de bit consecutivos del mismo tipo se encuentra acotado.

En sistemas de grabación óptica, los sistemas controlados por servo siguen con precisión la pista en tres dimensiones, la dimensión radial, el enfoque, y la velocidad de rotación. Los daños cotidianos, como los provocados por el polvo, las huellas, pequeños arañazos y otros, no sólo afectan a los datos recuperados, sino que también perjudica a las funciones de los servos.
En el peor de los casos, los servos pueden saltar la pista o quedar bloqueados. Algunas secuencias específicas de crestas y valles son especialmente susceptibles a los defectos del disco, pudiéndose mejorar la posibilidad de reproducir un disco correctamente si estas secuencias se excluyen al grabar. EFM, que resulta muy resistente a la manipulación cotidiana, resuelve los requisitos de diseño de forma muy eficiente.
Siguiendo las reglas de EFM los datos a almacenar se cortan en primer lugar en bloques de 8 bits. Cada bloque de 8 bits se traduce a su correspondiente palabra de código de 14 bits, escogida de forma que los datos binarios están separados con un mínimo de dos y un máximo de diez ceros binarios. Esto es así porque un uno binario se almacena en el disco como un cambio de una cresta a un valle, mientras que un cero binario se graba sin realizar cambios. Ya que EFM asegura que existan al menos dos ceros entre cada dos unos, también asegura que cada cresta y cada valle contengan al menos tres ciclos de reloj. Esto reduce los requisitos del sistema de captación óptica utilizado en el mecanismo de reproducción. El máximo de diez ceros consecutivos asegura la recuperación de la señal de reloj en el peor de los casos. 
EFMPlus es el código de canal utilizado en DVD y SACDs. El codificador EFMPlus se basa en una máquina de estados finitos determinista que tiene cuatro estados. Esta máquina traduce las palabras de código de 8 bits en palabras de código de 16 bits. La secuencia binaria generada por la máquina de estados finitos posee al menos dos y como mucho diez ceros entre unos consecutivos, al igual que el EFM clásico. Así conseguimos reducir, efectivamente, los requisitos de almacenamiento de un bit de canal por byte de usuario, incrementando la capacidad de almacenamiento en 17/16 = 7%. La decodificación de las secuencias EFMPlus se consigue por medio de un decodificador de bloque deslizante de longitud 2, esto es, son necesarias dos palabras de código consecutivas para reconstruir la secuencia de palabras de entrada.
EFM y EFMPlus han sido inventados por Kees A. Schouhamer Immink.
- Datos: Q1303501